# 岩手県道175号陸中折居停車場線
岩手県道175号陸中折居停車場線（いわてけんどう175ごう りくちゅうおりいていしゃじょうせん）は、岩手県奥州市を通る一般県道である。

## 概要
JR東日本東北本線 陸中折居駅から奥州市前沢古城に至る。

### 路線データ
- 実延長： 527.5m[1]
- 起点：陸中折居停車場[1]（JR東日本陸中折居駅）
- 終点：奥州市前沢古城[1]（国道4号交点）

## 歴史
- 1976年（昭和51年）10月1日 - 県道に認定される[1]。

## 地理

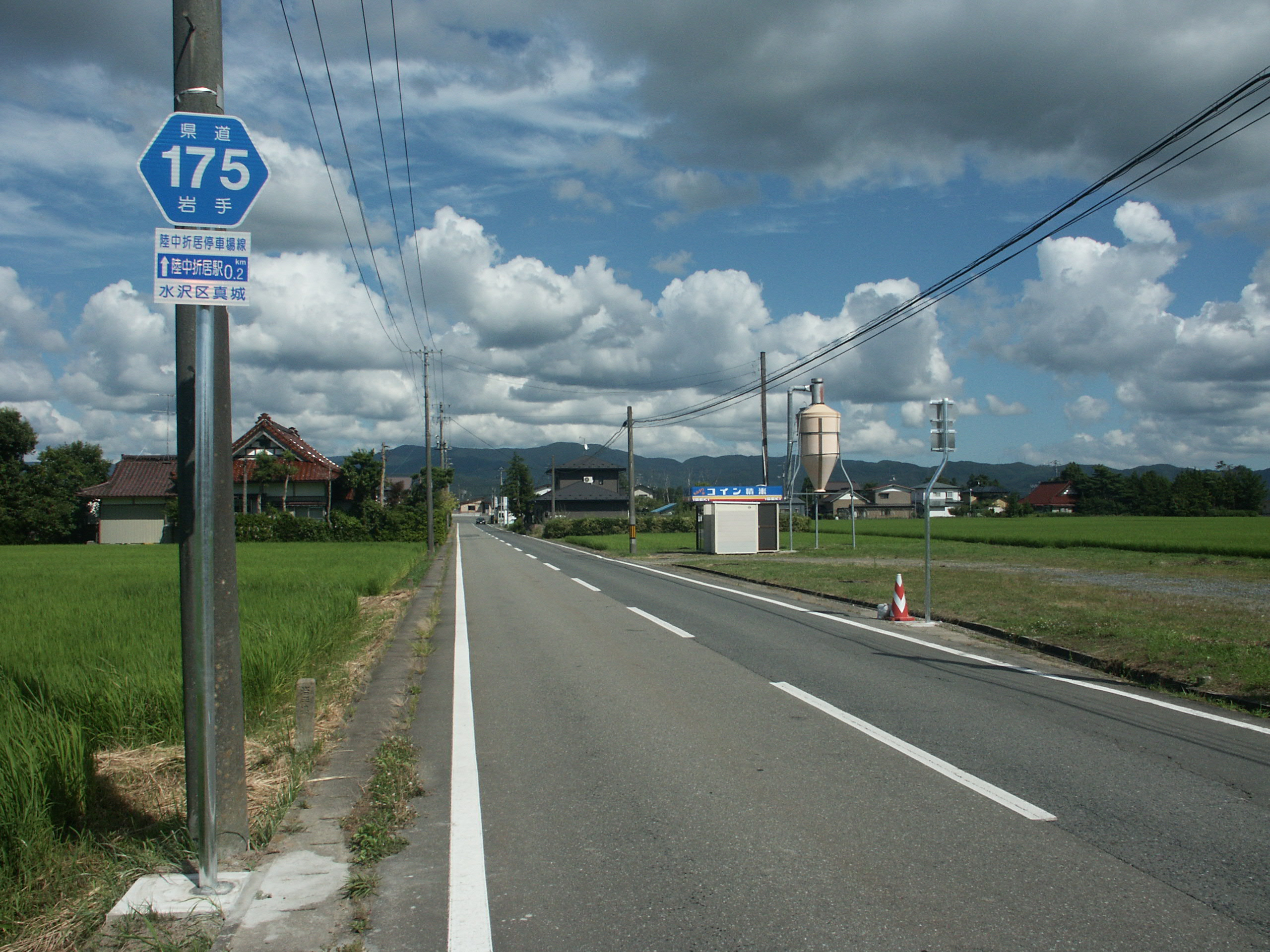
奥州市水沢真城付近

### 通過する自治体
- 奥州市

### 交差する道路
- 岩手県道197号田原折居線（奥州市水沢新城字要害）
- 国道4号（奥州市前沢古城字北町）

### 沿線
- JR陸中折居駅